# Masayoshi Yoshino
Masayoshi Yoshino (吉野 正芳), né le 8 août 1948 à Iwaki, est un homme politique japonais et membre de la Chambre des représentants à la Diète.
Du 26 avril 2017 au 2 octobre 2018, il est Ministre de la Reconstruction au sein du gouvernement Abe IV.

## Biographie
Originaire d’Iwaki (Fukushima), et diplômé de l’Université Waseda, il a été élu pour le premier de ses trois mandats à l’assemblée de la préfecture de Fukushima en 1987 puis à la Chambre des représentants pour la première fois en 2000. En 2012, il a remporté un siège à la Chambre des représentants pour la région de Chugoku, et en 2014, il est retourné à Fukushima qu’il représente depuis 2014.

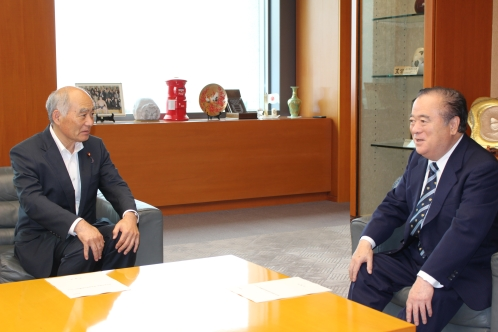
Masayoshi Yoshino and Masaru Hashimoto, gouverneur d'Ibaraki.

Le 26 avril 2017, il est devenu ministre responsable de la reconstruction des catastrophes dans la région de Tohoku, après que le ministre précédent, Masahiro Imamura, ait démissionné après avoir fait des remarques insensibles sur le tremblement de terre et le tsunami de 2011 qui avaient frappé la région de Tohoku.